# The Deacon's Dilemma
The Deacon's Dilemma è un cortometraggio muto del 1913. Il nome del regista non viene riportato nei credit del film che, prodotto dalla Essanay Film Manufacturing Company e distribuito dalla General Film Company, aveva come interpreti Augustus Carney, Eleanor Blanchard, Joseph Allen Sr., Clara Smith, Ruth Hennessy.

## Trama
I due figli del diacono Jeremiah Green, Jeremiah junior e Daniel, sono due ragazzacci che ne combinano di tutti i colori. Quando in città arriva - insieme alla moglie e alla figlia - Brown, il nuovo parroco, i due giovani - che lo incontrano fuori della stazione - gli danno delle indicazioni sbagliate così Brown non riesce ad arrivare alla casa del diacono. Uno degli abitanti del villaggio, Simon Fife, è convinto che il nuovo venuto sia alla ricerca di alcoolici e la sera, quando finalmente il parroco riesce a partecipare alla festa data in suo onore, Fife confida a Green in che modo abbia incontrato Brown, mettendo il parroco in una situazione imbarazzante con il diacono. I due ragazzi, intanto, coprono il camino con una lastra, provocando un fumo soffocante che invade la casa. Un agente acchiappa i due discoli, avvertendoli che la devono finire con i loro scherzi.

## Produzione
Il film fu prodotto dalla Essanay Film Manufacturing Company.

## Distribuzione
Distribuito dalla General Film Company, il film - un cortometraggio di una bobina - uscì nelle sale cinematografiche statunitensi il 25 aprile 1913.